# マルグリット・ポレート
マルグリット・ポレート（フランス語: Marguerite Porete、1250年 - 1310年）は、中世フランス王国の代表的な、神学者。その代表作『素朴な魂の鏡』（Le Mirouer des âmes simples）は、古フランス語でかかれ、ラテン語、イタリア語、英語などに翻訳されて広く読まれた。カンブレー(司教区のカンブレーではなく、政治的単位としてのカンブレー）出身。ベギンであったといわれるが、その著作には、ベギンたちが、至高の愛について書くのはよすようにとポレートを非難したとかかれている箇所がある。その著書や説教により、異端的教説をひろめたとの嫌疑をかけられ、1306年には異端審問官に検挙されパリに送られパリで審問にかけられた。1310年に異端宣告をうけるが、沈黙をまもり、自説を撤回しなかったため火刑に処された。
その著作は同時代のドイツ自由心霊派運動に受け入れられ、15世紀にはマルグリット・ド・ナヴァルに称賛された。
その影響力の範囲はさだかではないが、マイスター・エックハルトも彼女の教説を知っていたのではないかといわれる。刑場にひかれていくポレートをみて群集は涙したと伝えられることから、一定の支持を集めていたと考えられるし、そもそもが影響力がなければ、わざわざ異端宣告をくだされる必要もなかっただろう。その著書は、修道院などでひそかに伝えられ、読み継がれていたが、彼女の作品であることがわかったのは、20世紀に入ってからである。
自由心霊派とよばれる異端───実態がどこにあるのかは、なかなかみえてこない謎の存在だが───との関係は、よくわかっていないところも多い。少なくとも異端とされた著書の抜粋箇所は、自由心霊派のものとされる異端説と微妙にことなっているようにみえる。他方で、では、ベギン・ベガルドの一派が異端集団とみなされるべきなのかといえば、地域史料を網羅的にしらべていけばしらべていくほど、史料のなかにその実態は、確認しがたく、どの地域のどの集団を標的にしていたのかわかりにくい。